# Luzuriaga
Luzuriaga là chi thực vật có hoa trong họ Alstroemeriaceae.

## Hình ảnh

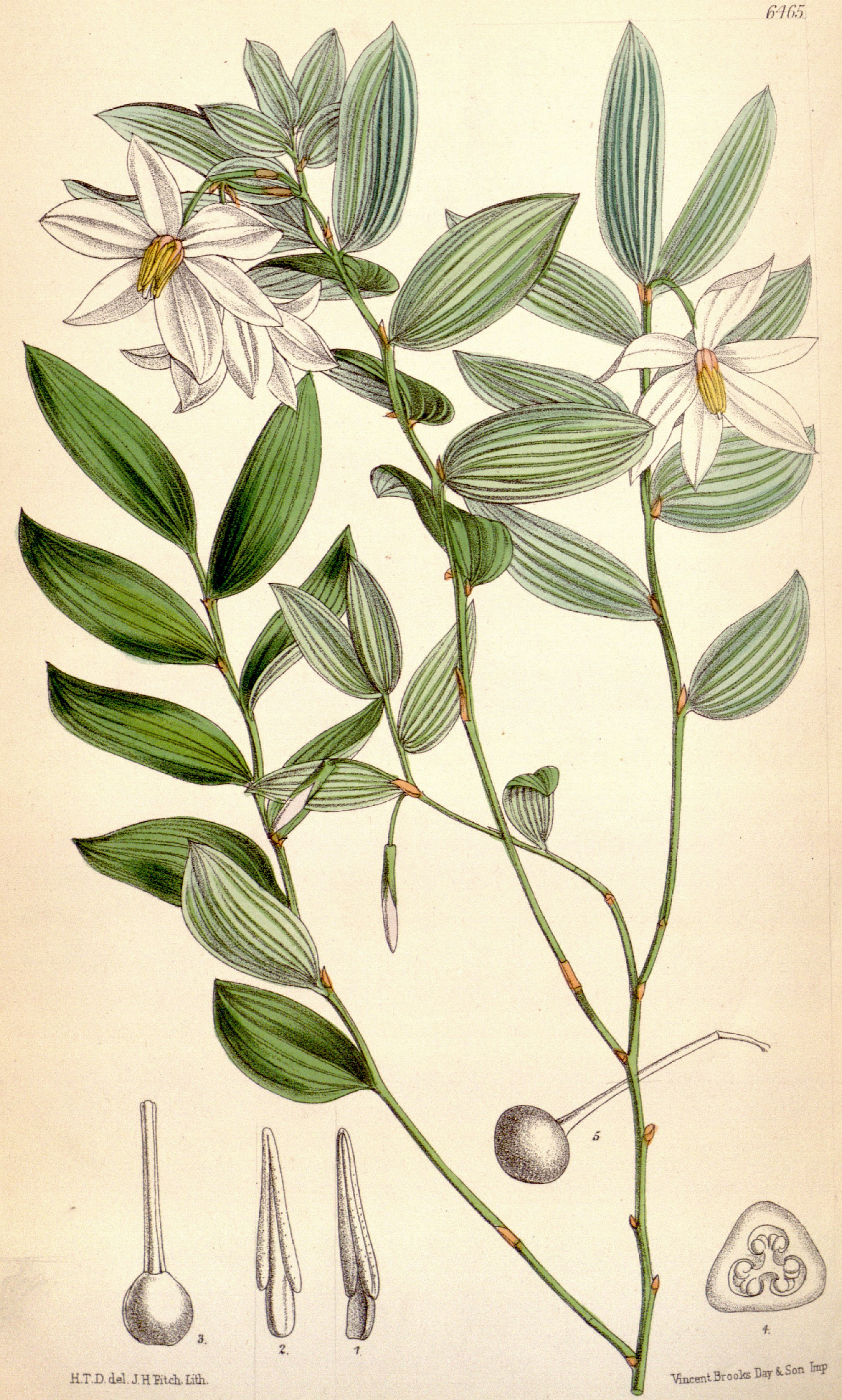